# Czarne gwiazdy
Czarne Gwiazdy – książka autorstwa Ryszarda Kapuścińskiego. Składa się z dwóch niedokończonych części: o Nkrumahu oraz Lumumbie.
Pierwsze wydanie (6 000 egzemplarzy) ukazało się w roku 1963 nakładem wydawnictwa „Czytelnik”.